# Requimundo
Requimundo fue un rey y caudillo militar suevo.

## Biografía
Mantuvo una continua guerra civil contra Remismundo y contra Frumario hasta su muerte en 463.
| Predecesor: Frantán | Rey de los Suevos (En guerra civil) 459 - 463 | Sucesor: Remismundo |

- Datos: Q2466231